# Championnat du Ghana de football 1997-1998
Navigation
Saison précédente Saison suivante
La saison 1997-1998 du Championnat du Ghana de football est la trente-neuvième édition de la première division au Ghana, la Premier Division. Elle regroupe, sous forme d'une poule unique, les quatorze meilleures équipes du pays qui se rencontrent deux fois, à domicile et à l'extérieur. En fin de saison, pour permettre le passage du championnat à 16 clubs, le dernier du classement est relégué et remplacés par les trois meilleures formations de deuxième division tandis que l'avant-dernier doit passer par un barrage de promotion-relégation face au 4e de D2.
C'est le club de Hearts of Oak SC, tenant du titre, qui remporte à nouveau le championnat cette saison après avoir terminé en tête du classement final, avec quatre points d'avance sur Asante Kotoko et treize sur Great Olympics. C'est le treizième titre de champion du Ghana de l'histoire du club, qui réussit même le doublé en s'imposant face à son dauphin du championnat, Asante Kotoko, en finale de la Coupe du Ghana.

## Les clubs participants
| - Hearts of Oak SC - Asante Kotoko - Goldfields SC - Great Olympics - Real Tamale United - King Faisal Babies - All Blacks FC - Promu de D2 | - Ghapoha Readers - Afienya United - Cape Coast Dwarfs - Dawu Youngstars - Sekondi Hasaacas - Okwahu United - Eleven Wise - Promu de D2 |

## Compétition
Le barème de points servant à établir les classements se décompose ainsi :
- Victoire : 3 points
- Match nul : 1 point
- Défaite : 0 point

### Classement
| Rang | Équipe               | Pts | J  | G  | N  | P  | Bp | Bc | Diff |
| ---- | -------------------- | --- | -- | -- | -- | -- | -- | -- | ---- |
| 1    | Hearts of Oak SC'T'C | 52  | 26 | 15 | 7  | 4  | 38 | 19 | +19  |
| 2    | Asante Kotoko        | 48  | 26 | 14 | 6  | 6  | 33 | 24 | +9   |
| 3    | Great Olympics       | 39  | 26 | 10 | 9  | 7  | 30 | 26 | +4   |
| 4    | Dawu Youngstars      | 37  | 26 | 11 | 4  | 11 | 30 | 31 | -1   |
| 5    | Sekondi Hasaacas     | 36  | 26 | 9  | 9  | 8  | 25 | 25 | 0    |
| 6    | Cape Coast Dwarfs    | 36  | 26 | 10 | 6  | 10 | 22 | 24 | -2   |
| 7    | All Blacks FCP       | 35  | 26 | 10 | 5  | 11 | 22 | 25 | -3   |
| 8    | Okwahu United        | 34  | 26 | 10 | 4  | 12 | 30 | 33 | -3   |
| 9    | Ghapoha Readers      | 33  | 26 | 9  | 6  | 11 | 27 | 27 | 0    |
| 10   | King Faisal Babies   | 32  | 26 | 9  | 5  | 12 | 34 | 38 | -4   |
| 11   | Real Tamale United   | 32  | 26 | 9  | 5  | 12 | 24 | 28 | -4   |
| 12   | Afienya United       | 32  | 26 | 7  | 11 | 8  | 18 | 22 | -4   |
| 13   | Goldfields SC        | 31  | 26 | 7  | 10 | 9  | 28 | 28 | 0    |
| 14   | Eleven WiseP         | 21  | 26 | 4  | 9  | 13 | 21 | 31 | -10  |

|  | Qualification pour la Ligue des champions de la CAF 1999                              |
|  | Qualification pour la Coupe des Coupes 1999                                           |
|  | Qualification pour la Coupe de la CAF 1999                                            |
|  | Participation au barrage de promotion-relégation                                      |
|  | Relégation directe en deuxième division                                               |
|  | T : Tenant du titre C : Vainqueur de la Coupe du Ghana P : Promu de deuxième division |

### Matchs

#### Barrage de promotion-relégation
| Équipe 1      | Résultat | Équipe 2                |
| ------------- | -------- | ----------------------- |
| Goldfields SC | 2 - 1    | (D2) Brong Ahafo United |

## Bilan de la saison
| Championnat du Ghana de football 1997-1998 |                              |
| Champion                                   | Hearts of Oak SC (13e titre) |
| Coupes et trophées                         |                              |
| Vainqueur de la Coupe du Ghana 1997-1998   | Hearts of Oak SC             |
| Qualifications continentales               |                              |
| Ligue des champions de la CAF 1999         | Hearts of Oak SC             |
| Coupe des Coupes 1999                      | Asante Kotoko                |
| Coupe de la CAF 1999                       | Great Olympics               |
| Coupe de l'UFOA 1999                       | Aucun                        |
| Promotions et relégations                  |                              |
| Promus en Premier League                   | Liberty Professionals        |
| Promus en Premier League                   | Power FC                     |
| Promus en Premier League                   | Bofoakwa Tano FC             |
| Relégués en Second League                  | Eleven Wise                  |